# Зеновичі

Герб Зеновичів Деспот

Зеновичі (пол. Zenowiczowie, біл. Зяновічы), також Деспоти-Зеновичі — білорусько-литовський шляхетський рід герба «Деспот» («Зенович»). Протягом XV—XVII ст. представники роду займали різні державні пости у Великому князівстві Литовському та Речі Посполитій. Приставка «Деспот» появилась в кінці XVII ст., коли виникла родова легенда про походження роду від сербських деспотів. 

## Історія

### Походження роду
Походження роду генеалогічна традиція XVII—XVIII століть пов'язувала з сербським чи молдавським деспотом (намісником) який переїхав у Велике князівство Литовське та поступив на службу до великого князя Вітовта. Однак справжній протопласт роду Братоша відомий з документів ще кінця XIV ст. Вперше він згадується серед нобілів які поручались за полоцького князя Андрія Ольгердовича (до 1387 р.) У документі, який створено між 1387 та 1392, Братоша виступає як один з поручителів за Грицька Костянтиновича перед князем Скиргайлом. У 1398—1404 роках Братоша вже перебував серед найближчого оточення Вітовта. У 1401 році вперше згадано сина Братоші, Зеновія, від імені якого і пішла назва роду.
В 1414 році Зеновій Братошич отримав від Вітовта підтвердження його прав на батьківські володіння, зокрема Миш, Чарлена, Вишнева, Постави з великим обширом до річки Дісни та інші. У 1434 вперше в документах з'являється син Зеновія, Іван, який приклав свою печатку з родовим гербом до присяжної грамоти Сигізмунда Кейстутовича. Крім Івана також відомий його брат Василь, а також двоюрідний брат Олехно Пугач у якого був син Остафій. Від цих шляхтичів і пішли відомі гілки роду Зеновичів.

## Генеалогія
- Зенон Братошевич
  - Іван (Івашко) Зенович (? — до 1486)
    - Юрій Іванович Зенович (бл. 1450 — після 1516) — староста браславський (1494—1499), смоленський (1507—1508) і могилевський (1514), маршалок надворний короля Сигізмунда І Старого (1516)
      - Миколай Юрійович (? — до 1528) — учасник московсько-литовської війни (1500—1503), потрапив в московський полон у битві на Ведроші.
        - Юрій Миколайович (бл. 1510—1583) — староста черський і пропойський (1547—1570) і смоленський (1579). Учасник лівонської війни, прийняв кальвінізм.
          - Гальшка (Софія) Юріївна — дружина Михайла Вишневецького.
          - Криштоф Юрійович (бл. 1540—1614) — староста черський і пропойський (1577—1590), каштелян берестейський (1585—1588), воєвода берестейський (1588).
            - Софія Криштофорівна — дружина у першому шлюбі Станіслава Кішки, в другому — Олександра Слушки, разом з яким прийняла католицизм у 1620 р.
            - Миколай Богуслав Криштофорович (? — 7 вересня 1621) — староста черський і пропойський (1614—1621), каштелян полоцький (1618—1621). Загинув під час облоги Хотина.
              - Анна-Софія Миколаївна (?—1664) — дружина Альбрехта Владислава Радзивіла, у другому шлюбі — Франциска Флоріана Зебжидовського.
              - Софія — дружина Павла Сапіги.

      - Юрій Юрійович — як і два молодших брата померли молодими без нащадків
      - Михайло Юрійович
        - Ян Михайлович (?—?) — дворянин господарський, заснував містечко Мосари в Ошмянському повіті
          - Юрій Янович
          - Ян Янович (бл. 1550—1614) — підстолій (1576—1594), каштелян вітебський (1594—1600) і смоленський (1600—1614)
            - Юрій (Єжи) Янович — віленський земський суддя (1629—1632)
              - Станіслав Юрійович (1610—1672) — підкоморій і лісничий вількомирський (з 1653), каштелян новогрудський (1671—1672)
                - Криштоф Станіславич (?—1717) — писар великий, воєвода мінський (1709—1717)
                - Олександр Станіславич

            - Михайло Янович
            - Абрахам Янович
            - Станіслав Янович

      - Ян Юрійович

  - Василь Зенович (? — до 1486)